# Carl Hermann Schildbach
Carl Hermann Schildbach (* 1. Juni 1824 in Schneeberg (Erzgebirge); † 13. März 1888 in Leipzig) war ein deutscher Orthopäde.

## Leben
Schildbach wuchs ohne den Vater bei den Großeltern in Neukirchen/Erzgeb. und Pegau auf. Ab 1838 besuchte er die Alte Nikolaischule in Leipzig. Er begann am 14. Oktober 1843 das Medizinstudium an der Universität Leipzig und wurde in der am 12. August 1839 vornehmlich von Jenaern gegründeten Kochei aktiv. Als er das Wintersemester 1846/47 an der Ruprecht-Karls-Universität Heidelberg verbrachte, schloss er sich auch der Burschenschaft Teutonia an. In Heidelberg befreundete er sich mit Joseph Victor von Scheffel. Am 25. Oktober 1848 wurde er in Leipzig zum Dr. med. promoviert. Danach war er praktischer Arzt in Lößnitz (Erzgebirge) und Reisearzt eines Russen. Er kehrte im Sommer 1851 zurück und heiratete 1852 Emilie Rosaline Schindler, eine Pfarrerstochter aus Burkhardtsdorf.
1853 übernahm er die Leitung der Anstalt für Wasserkur und Heilgymnastik in Pelonken bei Danzig. Er kehrte 1859 nach Leipzig zurück und wurde Vizedirektor der Privatklinik von Moritz Schreber. Als Schreber 1861 gestorben war, übernahm er die Leitung der Orthopädischen Heilanstalt. Als erster in Deutschland habilitierte er sich 1875 für das Fach Heilgymnastik. 1876 gründete er die erste staatliche orthopädische Universitätspoliklinik. Er arbeitete eng zusammen mit Heinrich Marianus Deinhardt, dem Begründer der Heilpädagogik. Schildbach starb mit 64 Jahren im Dreikaiserjahr 1888.

## Mitgliedschaften und Funktionen
- Mitglied der Gesellschaft zur Förderung Medizin und Chirurgie in Amsterdam[2]
- Stadtverordneter von Leipzig[2]
- Freimaurer in der Leipziger Loge Minerva zu den drei Palmen[2]
- Vorstand des ärztlichen Kreisvereins[2]
- a.o. Mitglied des kgl. sächsischen Landesmedizinalkollegiums[2]

## Schriften (Auswahl)
- unter Mitarbeit von Ernst Kunze: Die Schulbankfrage und die Kunze'sche Schulbank. Ernst Keil, Leipzig 1869 (eingeschränkte Vorschau in der Google-Buchsuche [abgerufen am 14. Dezember 2021]).
- Eine neue Schulbank. In: Die Gartenlaube. Nr. 34. Ernst Keil, Leipzig 1869, S. 533–537 (Digitalisat).